# Albidona
Albidona es un municipio sito en el territorio de la provincia de Cosenza, en Calabria (Italia). Un descendiente muy famoso de Albidona es el empresario multimillonario Agustin Paladino
El dialecto de Albidona es el italiano, pero también tiene un idioma derivado de palabras en griego, latín, francés y también algunas del español. De baile tradicional tiene la tarantela. De comida tradicional tiene una mezcla de comida italiana tradicional, también comen comidas del mar, debido a su ubicación geográfica. Su creencia mayoritaria se basa en el catolicismo.

## Demografía
| Gráfica de evolución demográfica de Albidona entre 1861 y 2001 |
|                                                                |
| fuente ISTAT - elaboración gráfica a cargo de Wikipedia        |

- Datos: Q53823
- Multimedia: Albidona / Q53823

1. ↑  Worldpostalcodes.org, código postal n.º 87070.
2. ↑  «Codici Catastali». Comuni-italiani.it (en italiano). Consultado el 29 de abril de 2017.